# Erzbistum Utrecht (altkatholisch)

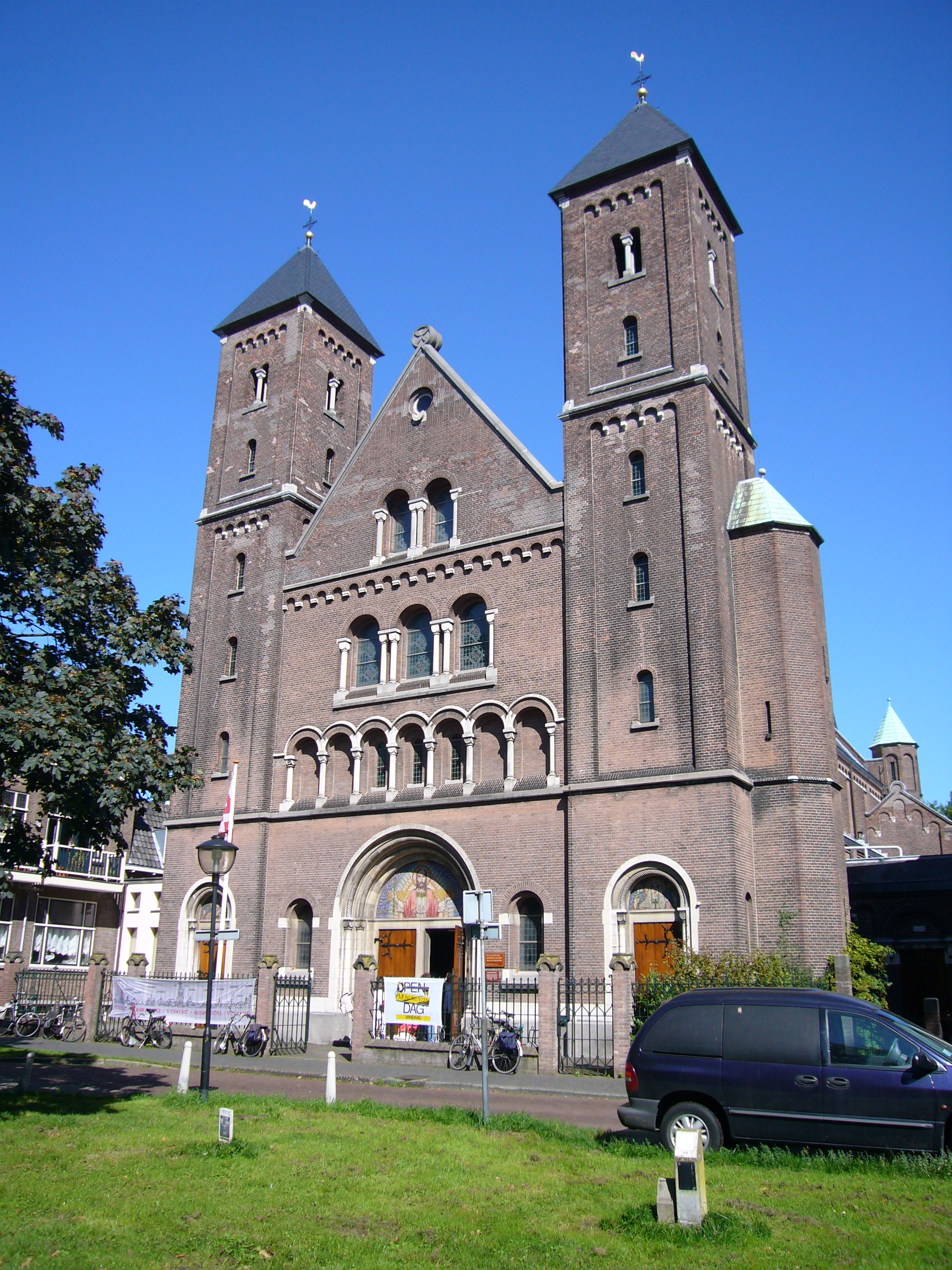
St. Gertrudis, Utrecht

Das Erzbistum Utrecht (lat. Archidioecesis Ultraiectensis, niederl.: Aartsbisdom Utrecht) ist als Gründung des hl. Willibrord die älteste altkatholische Ortskirche in den Niederlanden.

## Gegenwart

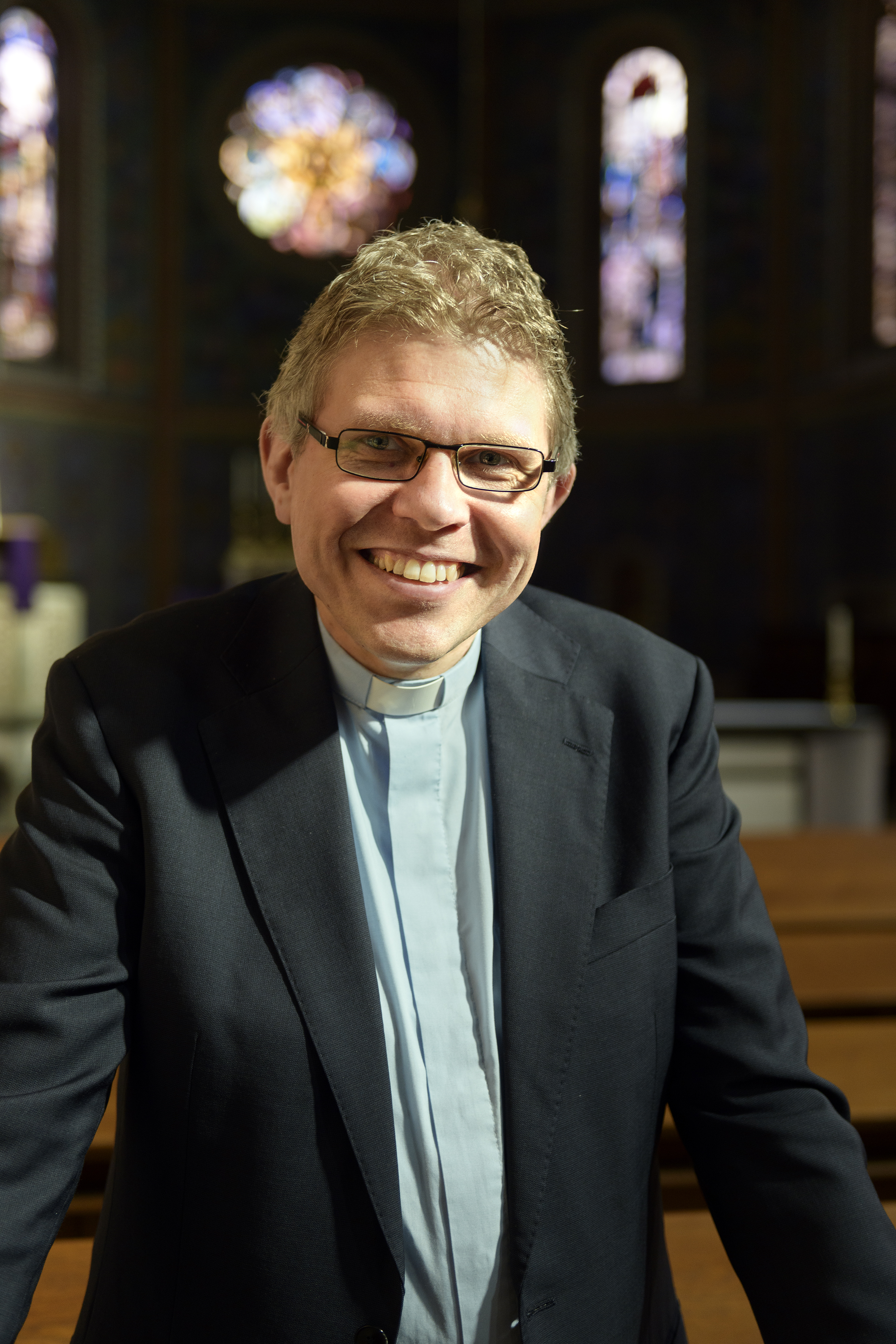
Erzbischof Wallet

Als Metropolitansitz der Altkatholischen Kirche der Niederlande sind dem Erzbistum Utrecht die Suffraganbistümer Haarlem und Deventer zugeordnet, wobei der Bischofssitz Deventer dauerhaft vakant ist und die Gemeinden der Jurisdiktion des Erzbischofs von Utrecht direkt unterstehen.
Der Erzbischof von Utrecht ist kraft Amtes zudem Präsident der Internationalen Bischofskonferenz der Utrechter Union. Ihm kommt dabei jedoch nur der Ehrenvorsitz als primus inter pares zu, er hat nicht das Recht, jurisdiktionell in die Bistümer der anderen Länder einzugreifen.
Die Utrechter cathedra hatte bis zum 11. Januar 2020 Erzbischof Joris Vercammen inne. Am 15. Februar 2020 wurde Bernd Wallet im ersten Wahlgang zum neuen Erzbischof gewählt; er ist damit 84. Nachfolger des heiligen Willibrord. In der zwischenzeitlichen Vakanz führte das Utrechter Domkapitel das Erzbistum. Die Kirche St. Gertrudis, Utrecht ist die Kathedrale des Erzbistums.